# Goldenes Kalb (Filmpreis)/Beste Hauptdarstellerin
Das Goldene Kalb für die Beste Hauptdarstellerin (Gouden Kalf voor de beste actrice) honoriert beim jährlich veranstalteten Niederländischen Filmfestival die beste Leistung einer Schauspielerin in einem Wettbewerbsfilm. Die Auszeichnung wurde erstmals bei der Premiere des Festivals im Jahr 1983 verliehen. Über die Vergabe des Preises stimmt eine Wettbewerbsjury ab.

## Preisträger
| Jahr | Preisträger                                                                  | Film                       | Deutscher Verleihtitel                           |
| ---- | ---------------------------------------------------------------------------- | -------------------------- | ------------------------------------------------ |
| 1981 | Marja Kok                                                                    | Het teken van het beest    |                                                  |
| 1983 | Carolien van den Berg                                                        | Vroeger kon je lachen      |                                                  |
| 1984 | Monique van de Ven                                                           | Gesamtwerk / De schorpioen | Gesamtwerk / Der Skorpion                        |
| 1985 | Renée Soutendijk                                                             | Gesamtwerk / De ijssalon   | Gesamtwerk / Der Eissalon                        |
| 1986 | Geert de Jong                                                                | Mama is boos!              | Mama ist böse                                    |
| 1987 | Jasperina de Jong                                                            | Vroeger is dood            | Zeit des Abschieds                               |
| 1988 | Marijke Veugelers                                                            | Ei / Van geluk gesproken   | Ei oder Johan, der Bäcker, Ei (Verweistitel) / ? |
| 1989 | Annet Nieuwenhuijzen                                                         | Leedvermaak                | Leas Hochzeit                                    |
| 1990 | Monique van de Ven                                                           | Romeo                      |                                                  |
| 1991 | Loes Wouterson                                                               | Bij nader inzien           |                                                  |
| 1992 | Janneque Draisma                                                             | Kyodai Makes the big Time  |                                                  |
| 1993 | Els Dottermans                                                               | Beck, de gesloten kamer    | Beck                                             |
| 1994 | Marieke Heebink                                                              | 1000 Rosen                 | 1000 Rosen                                       |
| 1995 | Willeke van Ammelrooy                                                        | Antonia                    | Antonias Welt                                    |
| 1996 | Renée Fokker                                                                 | Blind Date                 |                                                  |
| 1997 | Maartje Nevejan, Adelheid Roosen, Marnie Blok, Leonoor Pauw, Lieneke le Roux | Broos                      |                                                  |
| 1998 | Monic Hendrickx                                                              | De Poolse bruid            | Die polnische Braut                              |
| 1999 | Nadja Hüpscher                                                               | De Boekverfilming          |                                                  |
| 2000 | Willeke van Ammelrooy                                                        | Lijmen/Het Been            |                                                  |
| 2001 | Monic Hendrickx                                                              | Nynke                      |                                                  |
| 2002 | Carice van Houten                                                            | Minoes                     | Die geheimnisvolle Minusch                       |
| 2003 | Kim van Kooten                                                               | Phileine zegt sorry        |                                                  |
| 2004 | Monic Hendrickx                                                              | Het Zuiden                 |                                                  |
| 2005 | Maria Kraakman                                                               | Guernsey                   | Fremd im eigenen Leben                           |
| 2006 | Carice van Houten                                                            | Zwartboek                  | Black Book                                       |
| 2007 | Elsie de Brauw                                                               | Tussenstand                |                                                  |
| 2008 | Anneke Blok                                                                  | Tiramisu                   |                                                  |
| 2009 | Rifka Lodeizen                                                               | Kan Door Huid Heen         |                                                  |
| 2010 | Carice van Houten                                                            | De gelukkige huisvrouw     |                                                  |
| 2011 | Carice van Houten                                                            | Black Butterflies          |                                                  |
| 2012 | Hannah Hoekstra                                                              | Hemel                      | Hemel                                            |
| 2013 | Hadewych Minis                                                               | Borgman                    | Borgman                                          |
| 2014 | Abbey Hoes                                                                   | Nena                       | Nena – Viel mehr geht nicht                      |
| 2015 | Georgina Verbaan                                                             | De surprise                | Surprise                                         |
| 2016 | Hannah Hoekstra                                                              | De helleveeg               |                                                  |
| 2017 | Nora El Koussour                                                             | Layla M.                   | Layla M.                                         |
| 2018 | Maria Kraakman                                                               | In Blue                    |                                                  |
| 2019 | Melody Klaver                                                                | Rafaël                     | Rafaël                                           |
| 2020 | Beppie Melissen                                                              | Kapsalon Romy              | Romys Salon                                      |